# Szédelgő feldicsérés
Figyelem! A cikk jogtörténeti jellegű, nem hatályos jogintézményről szól!
A szédelgő feldicsérést (más néven reklámszédelgést) a magyar jogba a tisztességtelen versenyről szóló 1923. évi V. törvénycikk vezette be, mint az üzleti tisztesség szabta korlátoknak az egyik fontosabb áthágását. E törvény alapelve volt, hogy "Üzleti versenyt nem szabad az üzleti tisztességbe vagy általában a jó erkölcsbe ütköző módon folytatni. A jelen törvény értelmében erre jogosult, attól, akinek megtartása az előbbi bekezdésbe ütközik (tisztességtelen verseny), az ily magatartás abbahagyását és szándékosság vagy gondatlanság esetében a kár megtérítését követelheti."
A törvény rendelkezéseit 1948 után a tervutasításos gazdálkodás idején nem alkalmazták. Végül az 1984. évi IV. törvény helyezte hatályon kívül. Az 1923: V.tc reklámszédelgésre vonatkozó tilalmát az 1984-es törvény továbbfejlesztette, amikor annak alanyi hatályát olyan módon tágította ki, hogy a tilalmat kiterjesztette a tisztességtelen reklám által sértett versenytárson túl a sérelmet szenvedett fogyasztóra is.

## Törvényi szabályozása
A szédelgő feldicsérés (reklámszédelgés) tilalmát az 1923. évi V. t.c. II. fejezet a következőkben határozta meg:
"Áru forgalombahozatalánál (ideértve a 28. §-ban meghatározott szolgáltatást is) nem szabad a kelendőség fokozására alkalmas olyan adatokat híresztelni, amelyek a valóságnak meg nem felelnek és megtévesztésre alkalmasak. A valóságnak megfelelő adatot sem szabad úgy híresztelni, hogy annak a szokásos figyelem mellett a valóságnak meg nem felelő értelmet lehessen tulajdonítani."
" Nem esik a 2. § tilalma alá a forgalomban szokásos módon használt, helyre vagy népre utaló olyan elnevezés vagy megjelölés, amely a köztudatban nem az áru vagy szolgáltatás származási helyének, hanem csupán közismert minőségének feltüntetésére szolgál. Ez a rendelkezés a borok és általában a mezőgazdasági termények, termékek és cikkek forgalombahozatalánál használható elnevezések tekintetében fennálló törvényes rendelkezéseket nem érinti."
"A jelen törvény 2. §-át alkalmazni kell arra is, aki valamely árut a valóságnak meg nem felelő oly jelzéssel, kiállításban vagy csomagolásban hoz belföldön forgalomba, amely alkalmas arra, hogy külföldön készült áru belföldi árunak, vagy belföldön készült áru külföldi árunak látszatát keltse. Azt  a kérdést, hogy az áru ily látszat keltésére alkalmas-e, az áru külső kiállításából nyerhető összbenyomás alapján kell eldönteni, azonban sem az, hogy külföldön készült árut belföldi kereskedő saját nevével vagy védjegyével hoz forgalomba, sem az, hogy belföldön készült árun idegen nyelvű felírást alkalmaznak, egymagában még nem elegendő a 2. § alkalmazására".
"A magyar állam címerének, nemkülönben a magyar szent korona ábrázolásainak árukon és ilyenek csomagolásain való használata tekintetében az e részben törvény vagy államszerződés erejénél fogva érvényben álló külön szabályok irányadók."
"Oly kitüntetések (érmek, oklevelek stb.), amelyek nem a magyar királyi kormánynak fennhatósága vagy hivatalos részvétele vagy támogatása mellett rendezett kiállításokra vonatkoznak, az üzleti forgalomban csakis az illetékes szakminiszter engedélyével használhatók. Ily engedélyre a magyar állam területén üzleti teleppel nem bíró vállalatoknak - a viszonosság feltétele mellett - szükségük nincsen. Nincsen ily engedélyre szükség akkor sem, ha valamely kitüntetést (érmet, oklevelet stb.) valamely lajstromozott védjegy alkotórészeként alkalmaznak az árukon."

## Büntető rendelkezések
A törvény III. fejezete vétséggé minősítette a  szédelgő feldicsérést. "16. § Amennyiben a cselekmény súlyosabb büntető rendelkezés alá nem esik, vétséget követ el és három évig terjedhető fogházzal és ötszázezer koronáig terjedhető pénzbüntetéssel büntetendő, aki abból a célból, hogy valamely áru (szolgáltatás) kelendőségét fokozza, vagy másnak üzleti közönségét elvonja, nyilvános hirdetésben, nyilvános ajánlatban vagy a személyek nagyobb körének szánt egyéb közleményben (írásban, élőszóval vagy bármely más módon) vagy az árukon vagy azok burkolatán jobb tudomása ellenére valótlan és megtévesztésre alkalmas olyan ténybeli adatot vagy kifejezést használ, amely az árunak (szolgáltatásnak) minőségére, az érték tekintetében mértékadó tulajdonságára, szerkezetére vagy szabadalmazott voltára, előállítási módjára, az üzem, az üzlet vagy az árukészlet nagyságára, az áru eredetére (származási helyére), a beszerzés forrására vagy módjára, az eladás módjára, alkalmi okára vagy céljára, a közzétett ár megszabására, az üzleti vagy fizetési feltételekre, vagy a vállalat vagy tulajdonosa által elnyert kitüntetésre, vagy más személyi, üzemi vagy üzleti ténykörülményre vonatkozik."

## Joggyakorlat
A kereskedelmi miniszter 1927-ben a törvény 2. § és 16. §-aira való hivatkozással szédelgő feldicsérésnek minősítette, ha valaki "balatoni fogas" néven kínál olyan halat, amelyet nem a Balatonból fogtak ki. 